# Gräddmantelspett
Gräddmantelspett (Campephilus leucopogon) är en fågel i familjen hackspettar inom ordningen hackspettartade fåglar.

## Utseende och läte
Gräddmantelspetten är en mycket stor hackspett. Den är mestadels svart, med rött huvud och en stor gräddfärgad fläck på ryggen. Honan har ett gräddfärgat mustaschstreck och är svart i pannan. Lätet är ett nasalt "pi-ow" och trumningen en dubblerad knackning.

## Utbredning och systematik
Fågeln förekommer i torra skogar från norra och centrala Bolivia till norra Argentina och sydöstra Brasilien. Den behandlas som monotypisk, det vill säga att den inte delas in i några underarter.

## Status
Arten har ett stort utbredningsområde och beståndet anses vara stabilt. Internationella naturvårdsunionen IUCN listar den därför som livskraftig (LC).